# Liste des gares du Puy-de-Dôme

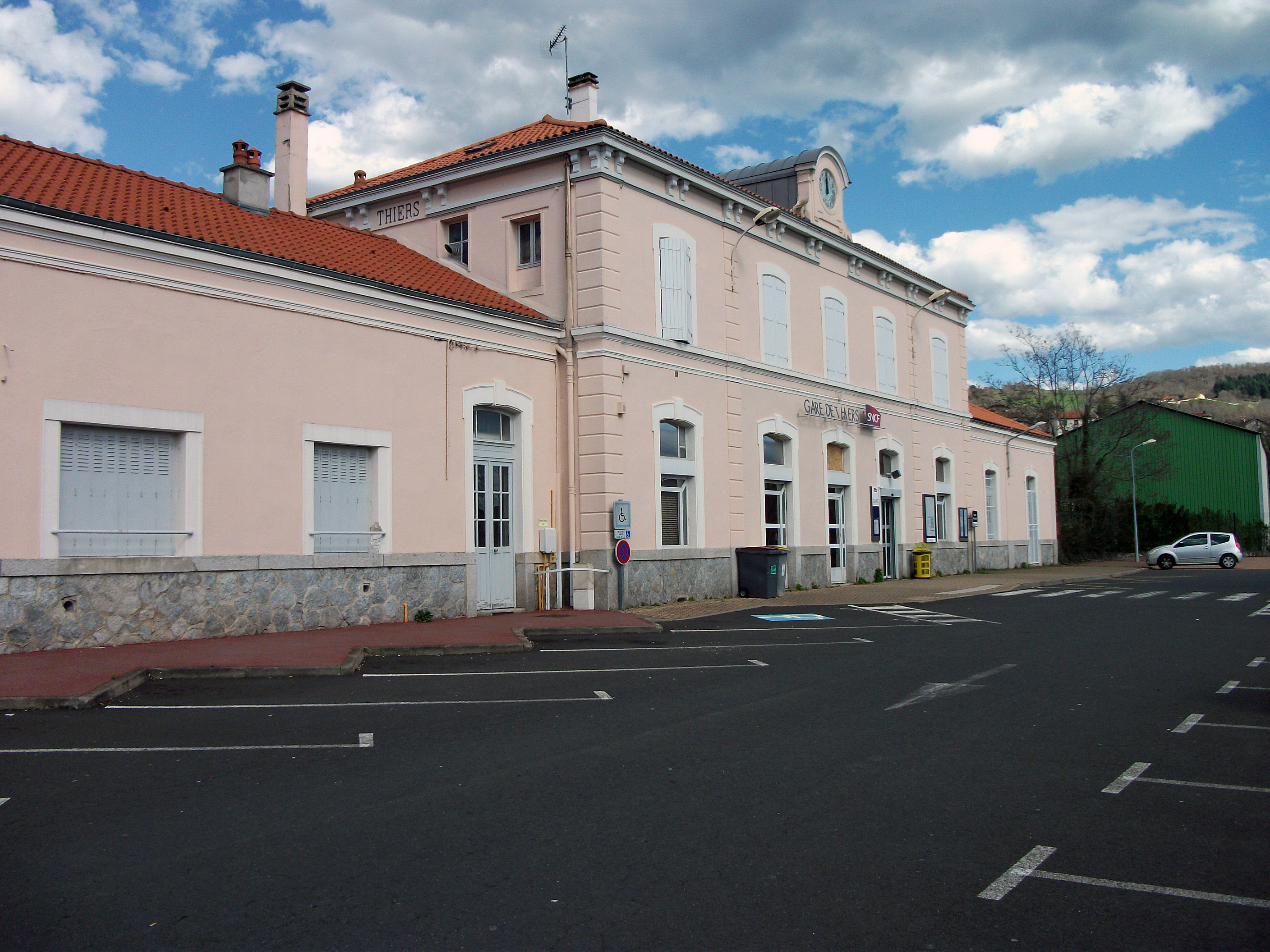
La gare de Thiers.

La liste des gares du Puy-de-Dôme, est une liste des gares ferroviaires, haltes ou arrêts, situées dans le département du Puy-de-Dôme, en région Auvergne-Rhône-Alpes.
Gares et haltes, triées par ordre alphabétique, existantes ou ayant existé dans le département du Puy-de-Dôme.

## Gares ferroviaires des lignes du réseau national

### Gares ouvertes au trafic voyageurs
- Gare d'Aigueperse (ouverte le 7 mai 1855[1]), PANG SNCF[2]
- Gare d'Ambert (ouverte le 5 mai 1885[3]), Boutique SNCF / Train touristique[4]
- Gare d'Aubiat, PANG SNCF[5]
- Gare d'Aulnat-Aéroport (ouverte le 11 déc. 2011[6]), PANG SNCF[7]
- Gare de La Bourboule (ouverte le 1er juin 1899)
- Gare de Brassac-les-Mines - Sainte-Florine
- Gare de Clermont-Ferrand (ouverte le 2 mai 1855)
- Gare de Clermont-La Pardieu (ouverte en 1992[8]), PANG SNCF[9]
- Gare de Clermont-La Rotonde (ouverte en 2004[10]), PANG SNCF[11]
- Gare de Durtol - Nohanent
- Gare de Gerzat
- Gare d'Issoire
- Gare de La Miouze-Rochefort
- Gare de Lapeyrouse
- Gare de Laqueuille
- Gare du Cendre - Orcet
- Gare de Lezoux
- Gare des Martres-de-Veyre
- Gare du Mont-Dore
- Gare de Parent - Coudes - Champeix
- Gare de Pont-de-Dore
- Gare de Pont-du-Château
- Gare de Pontgibaud
- Gare de Pontmort (ouverte le 7 mai 1855[1])
- Gare de Riom - Châtel-Guyon (ouverte en 1855)
- Gare de Royat - Chamalières
- Gare de Sarliève - Cournon
- Gare de Thiers
- Gare du Vauriat
- Gare de Vertaizon
- Gare de Vic-le-Comte
- Gare de Volvic

### Gares fermées au trafic voyageurs
- Charbonnières-les-Varennes
- Châtel-Guyon
- Giat
- Gouttières
- Manzat
- Saint-Éloy-les-Mines
- Saint-Georges - Les Ancizes
- Saint-Gervais - Châteauneuf